# Erba sintetica

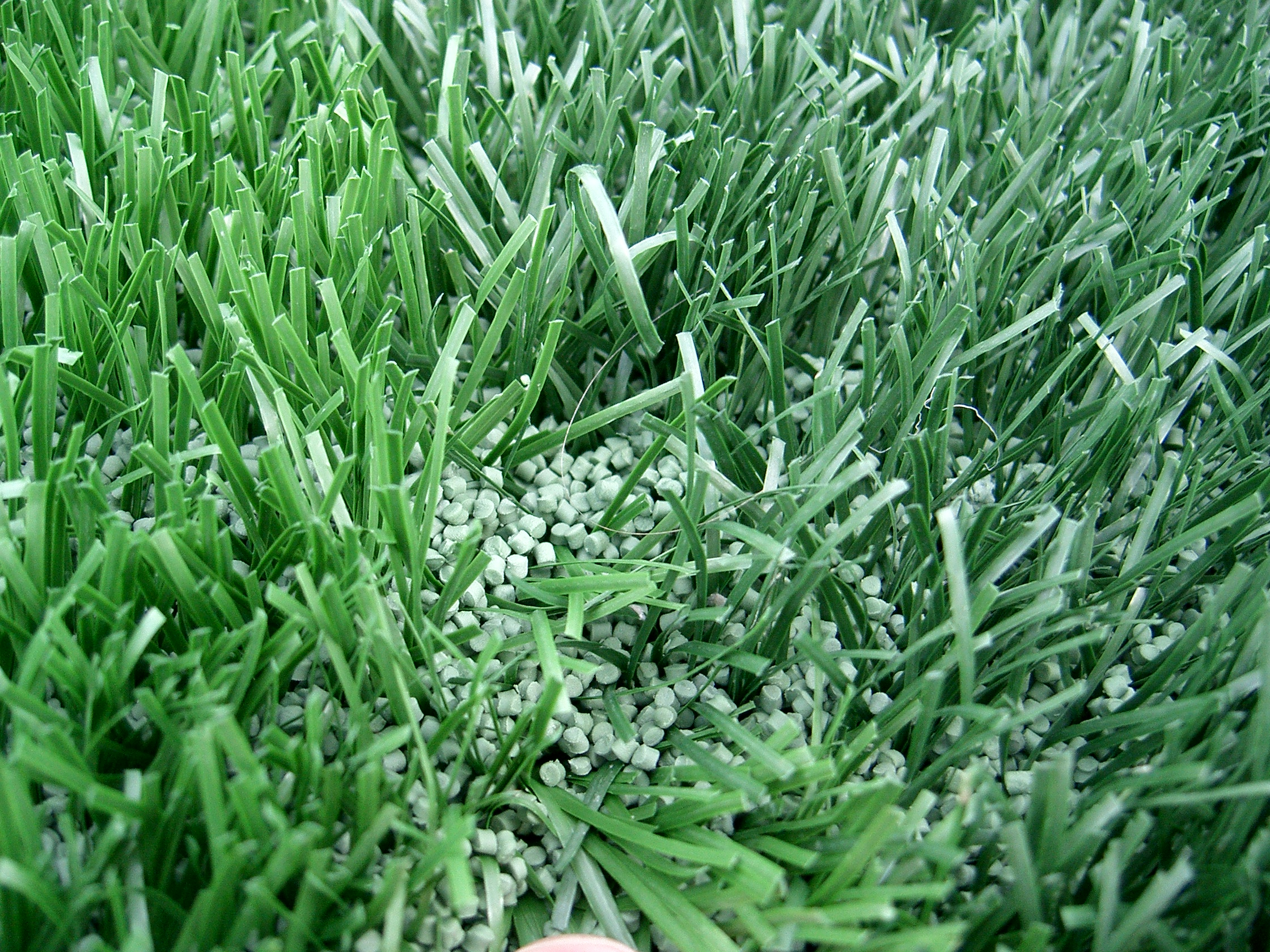
Erba sintetica per campo sportivo

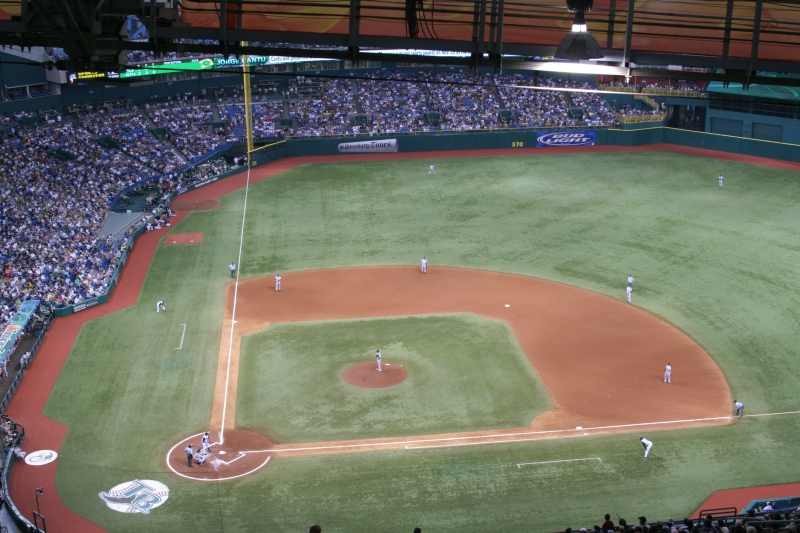
Campo di baseball con prato artificiale

Erba sintetica o erba artificiale è detta una superficie a prato realizzata con materie plastiche.
Si differenzia dall'erba ibrida in quanto quest'ultima, pur prevedendo una componente sintetica, la utilizza in genere come sostegno dell'erba naturale e non in sostituzione di essa.
Il suo aspetto, specialmente nei manufatti più recenti, è molto simile all'erba naturale. Viene impiegata solitamente per la costruzione di campi sportivi, ma anche in abitazioni o strutture commerciali per la sua economicità e facilità di gestione dovuta ai bassi costi di manutenzione.

## Storia

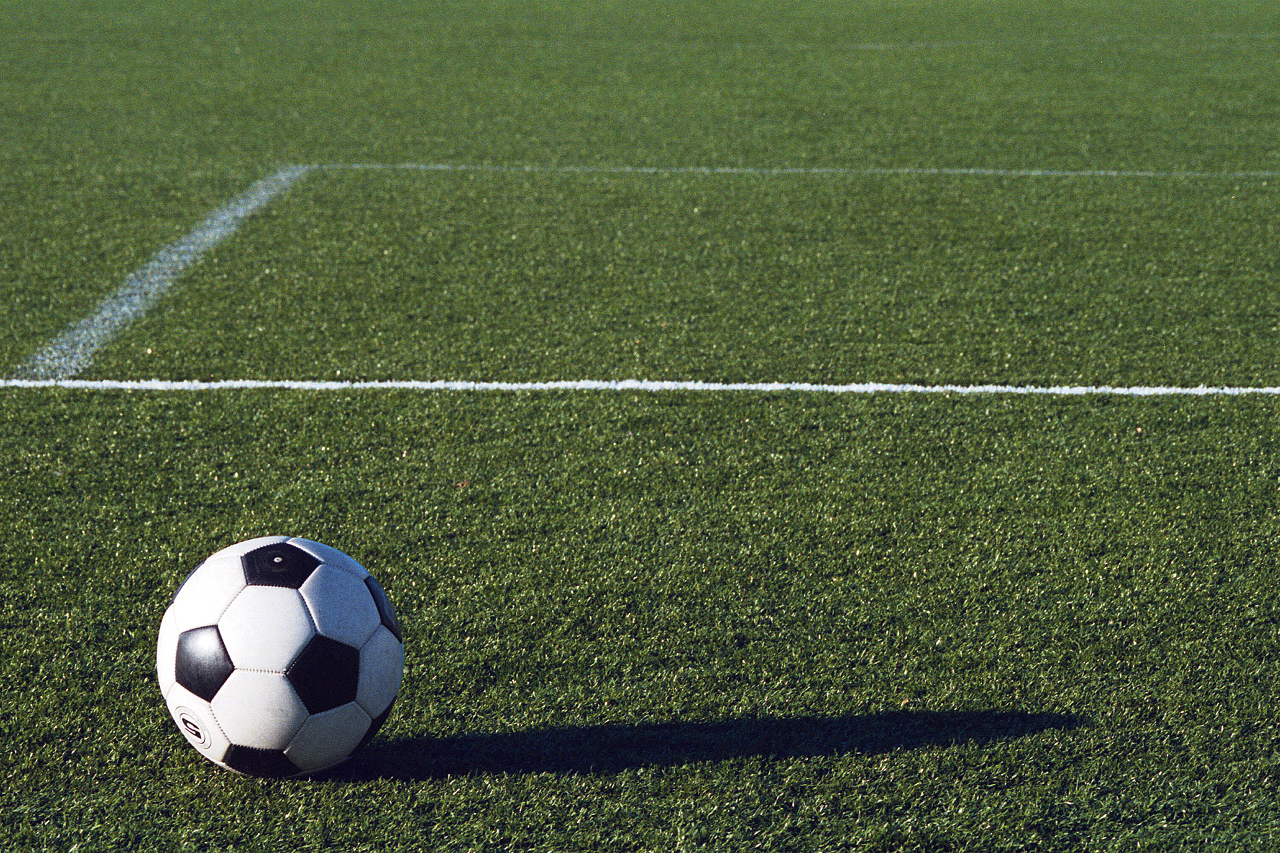
Campo di calcio con prato artificiale

Schema di erba sintetica moderna

La prima erba artificiale fu messa a punto negli Stati Uniti da un gruppo di ricercatori della scuola tessile dell'Università di Stato del Nord Carolina guidato da David Chaney.
Fu impiegata a partire dal 1965, con prima installazione all'Astrodome di Houston.
Negli anni settanta il sintetico prese piede in Nord America grazie all'utilizzo su larga scala di tale superficie a opera delle franchise di baseball, football americano e successivamente calcio, sia indoor che outdoor, contribuendo ad abbattere il costo di manutenzione del terreno.
Alcune società di calcio europee realizzarono campi in erba sintetica negli anni ottanta, soprattutto in Gran Bretagna. Diverse squadre importanti passarono alla nuova superficie; vennero trasformati i terreni di gioco del Queens Park Rangers Loftus Road, Luton Town Kenilworth Road, Oldham Athletic Boundary Park e Preston North End, fin quando la English Football Association vietò tali superfici nel 1988, quando l'erba sintetica si guadagnò una cattiva reputazione sia negli Stati Uniti che in Europa fra i tifosi e soprattutto fra i giocatori; la prima erba sintetica era infatti sensibilmente più dura dell'erba naturale e le cadute erano molto più pericolose e con danni maggiori rispetto all'erba naturale. Alcuni spettatori inoltre non si dissero soddisfatti dell'aspetto visivo dei tappeti erbosi sintetici.
Negli anni novanta molte squadre statunitensi di football americano rimossero i prati artificiali e reinstallarono il prato in erba naturale o si trasferirono in altri impianti con terreno erboso naturale resistente alle basse temperature. L'uso dei terreni sintetici fu poi vietato sia dalla FIFA che dall'UEFA. In seguito all'evoluzione delle tecnologie, però, l'UEFA ha intrapreso una serie di test su diversi campi sportivi con l'approvazione della FIFA; un gruppo di lavoro costituito da tecnici della UEFA, FIFA e di una casa produttrice di erba sintetica hanno condotto delle prove severe sul campo della Stadion Wals-Siezenheim a Salisburgo in Austria. Questo è il secondo campo in Europa a ricevere l'approvazione dopo il terreno della società olandese Heracles Almelo, autorizzata nell'agosto del 2007.
Nel 2004 questo tipo di terreno viene usato anche in Italia con alcune delle squadre partecipanti al campionato di Serie D, come, nel 2005 nell'esempio del Gallipoli  del Manfredonia e del Trastevere.
Nel 2010 sono stati equipaggiati di un terreno in erba sintetica lo Stadio Silvio Piola di Novara e, nel 2011, lo Stadio Dino Manuzzi di Cesena e lo Stadio Romeo Menti di Castellammare di Stabia.

## Manutenzione ordinaria

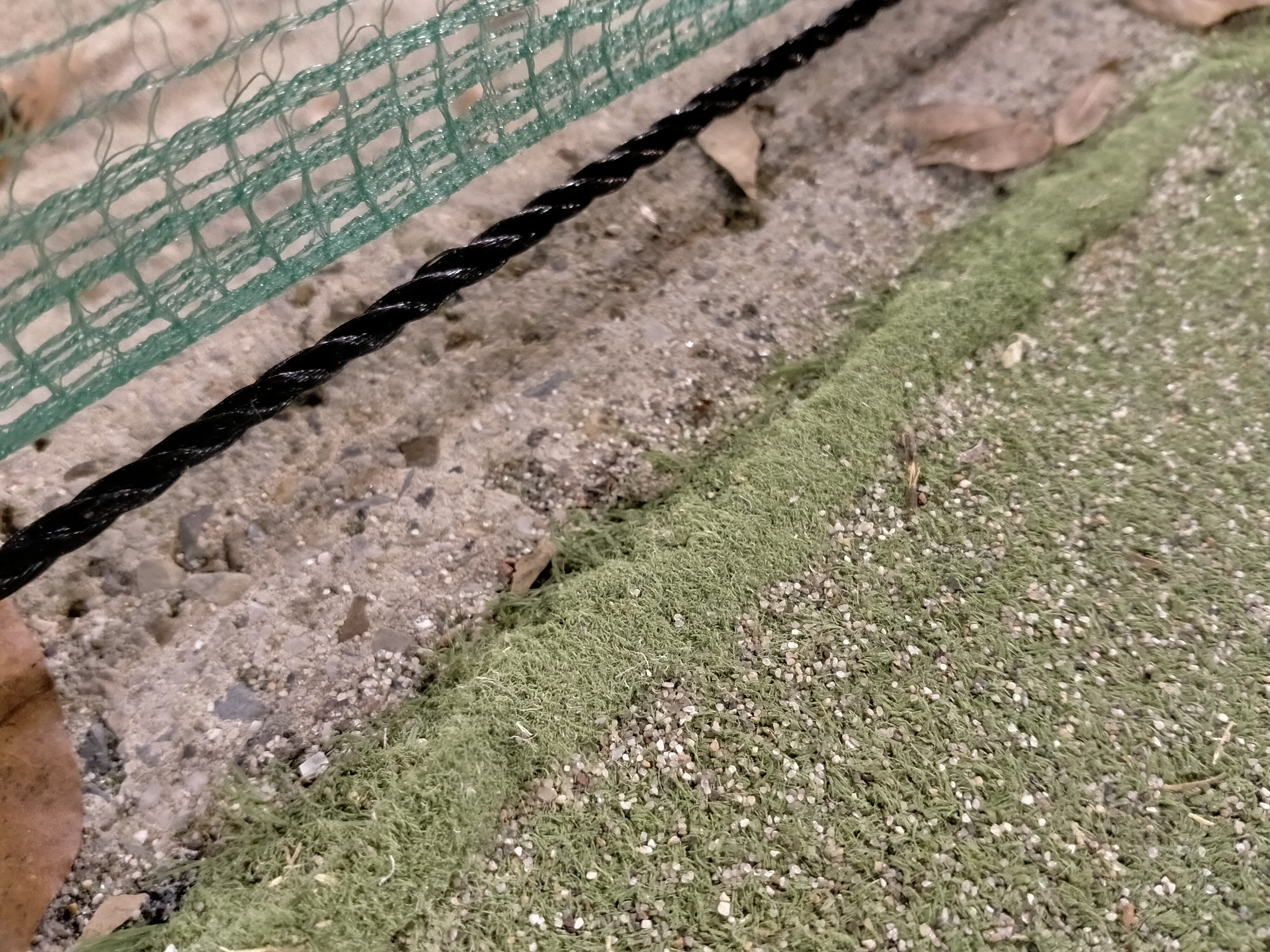
Accumulo di microplastica al bordo di un campo da tennis in erba sintetica

- La spazzolatura del manto sintetico costituisce uno dei punti di forza del sistema, va comunque fatta a diversi intervalli in funzione del grado d’uso e del periodo dell’anno.
- Manutenzione straordinaria.
- Controllo accurato dell’intasamento prestazionale con ricarico dello stesso e spazzolatura della superficie.
- Controllo di eventuali presenze di scollature delle giunte della segnaletica di gioco.
- Controllo del sistema di irrigazione.
- Controllo del sistema di drenaggio, verifica del funzionamento delle tubazioni con eventuale spurgo, pulizia delle canaline e dei pozzetti di drenaggio.
- Decompattazione e pulizia della superficie con vaglio dei granuli di gomma.
- Disinfezione del terreno di gioco con le apposite attrezzature.

## Manutenzione straordinaria
- RIPRISTINO TELI LACERATI

In presenza di superfici con evidenti lacerazioni dei teli si effettuano riparazioni specifiche o si procede alla sostituzione parziale o totale delle parti lacerate con materiale uguale (se ancora reperibile) o con altro equivalente. 
- DISSODATURA

Dopo anni di utilizzo si può riscontrare un consolidamento del materiale da intaso che può venir meno alle sue prestazioni originarie. Tramite l'utilizzo di una macchina dotata di spazzole ad aghi con regolazione millimetrica si opera sui primi centimetri dell'erba sintetica sollevando il filo e, agendo in profondità sull'intaso, disgrega i singoli granuli restituendo morbidezza alla superficie. Si effettua poi la spazzolatura tramite l'uso di macchinario professionale dotato di particolari spazzole rotanti e oscillanti, il materiale da intaso viene decompattato e ridistribuito, restituendo uniformità, aerazione ed elasticità alla superficie e le fibre sintetiche vengono sollevate, permettendo così le originarie prestazioni di rotolo e rimbalzo della palla. 
- RIGENERAZIONE ERBA

Nel caso ci si trovi in presenza di un campo con filato usurato si può procedere con questo tipo di operazione in modo da recuperare condizioni e prestazioni di gioco simili a quelle originarie, riequilibrando le misure degli intasi, stabilizzante e prestazionale, ed allineandole in proporzione all'attuale altezza del filo (rispristino "Sistema Erba Sintetica"). Con un intervento meccanico è possibile togliere il vecchio materiale di intaso senza danneggiare l'erba, mantenendo o ricalibrando alla giusta altezza l'intaso stabilizzante (sabbia); si procede poi alla distribuzione del nuovo materiale da intaso in base all'altezza del filo e alla successiva spazzolatura. Questo genere di intervento, oltre a migliorare la qualità del vostro campo, ha il concreto e profittevole beneficio di allungarne sensibilmente la vita e aumentarne il tempo di utilizzo. 
- SOSTITUZIONE INTASO

Ai fini dell'omologazione di campi sportivi in erba sintetica, in Italia non è più consentito l'uso di intaso prestazionale con SBR nero (gomma nera). Questo materiale può essere asportato e sostituito con gomma elastometrica omologata producendo effetti migliorativi immediatamente visibili. Tramite macchina dotata di rulli dentati regolabili si solleva il materiale da asportare, una spazzola lo raccoglie e tramite una coclea meccanica i granuli vengono sistemati in big bags per essere poi smaltiti. Si procede poi alla distribuzione dell'intaso sostitutivo. I nuovi granuli, di colore verde e marrone, donano al terreno un effetto più naturale, non provocano un eccessivo surriscaldamento della superficie, non macchiano e sono inodore.